# بخش ریو نگرو
بخش ریو نگرو (به لاتین: Río Negro Department) یکی از بخش‌های اروگوئه است. بخش ریو نگرو ۵۴٬۷۶۵ نفر جمعیت دارد.